# Abbey Lincoln
Abbey Lincoln   (Chicago, 6 d'agost de 1930 - Nova York, 14 d'agost de 2010), nascuda amb el nom d'Anna Maria Wooldridge, fou una cantant, compositora de jazz, actriu i activista estatunidenca.

## Biografia
Abbey Lincoln va encetar la seua carrera sota diferents noms, Anna Marie, Gaby Lee, Gaby Woolridge, fins que el 1956 es va quedar amb el que és coneguda a hores d'ara. Des de l'inici de la seua carrera és molt destacable la influència d'una altra cantant Billie Holiday.
Les seues primeres gravacions les va fer al costat de Benny Carter, també el 1956. Després va començar a gravar amb el bateria Max Roach, amb qui es casaria el 1962 i de qui es divorciaria el 1970 i que és també una de les seues influències musicals. Amb ell va gravar un dels discos més importants de la carrera de tots dos i de la història del jazz, una suite adreçada a la celebració, l'any 1963, del centenari de la proclamació de l'emancipació de la població negra als EUA, We Insist! - Freedom Now Suite. Aquest àlbum va suposar, a més, una fita important en la presa de consciència política d'Abbey Lincoln i en l'inici del seu activisme polític.
A més de Max Roach, Abbey Lincoln ha treballat amb un gran nombre de primeres figures del jazz americà, com ara Kenny Dorham, Sonny Rollins, Wynton Kelly, Curtis Fuller o Benny Golson. El 1961, va gravar Date Straight Ahead. L'hi acompanyaven Booker Little, Eric Dolphy i Coleman Hawkins. El 1980, Painted Lady amb Arcghi Shepp. I el 1991, You Gotta Pay the Band, amb Stan Getz.
A més de cantant, però, Abbey Lincoln componia gran part del seu repertori, cosa no gaire usual entre les cantants de jazz.
El 2003 se li va concedir el premi Jazz Master Awars del National Endowment for the Arts (Fundació Nacional per les Arts, als EUA)

## Discografia
- Abbey Lincoln's Affair: A Story of a Girl in Love - 1956 - Capitol
- That's Him - 1957 - Riverside
- It's Magic - 1958 - Riverside
- Abbey Is Blue - 1959 - Riverside
- We Insist! - Freedom Now Suite (amb Max Roach) - 1960
- Straight Ahead' - 1961 - Candid
- People in Me - 1973 - Polygram
- Painted Lady - Blue Marge 1003 (1980)
- Golden Lady  - 1980 - Inner City
- Talking to the Sun - 1983 - Enja
- Abbey Sings Billie, Vol. 1 i 2 - 1987 - Enja
- The World Is Falling Down - 1990 - Verve
- You Gotta Pay the Band (amb Stan Getz)- 1991 - Verve
- Devil's Got Your Tongue - 1992 - Verve
- When There is Love (amb Hank Jones) - 1992 - Verve
- A Turtle's Dream - 1994 - Verve
- Painted Lady (amb Archie Shepp) - 1995
- Who Used to Dance - 1996 - Verve
- Wholly Earth - 1999 - Verve
- Over the Years - 2000 - Verve
- It's Me - 2003 - Verve
- Abbey Sings Abbey - 2007 - Verve